# Scleroderma lycoperdoides
Scleroderma lycoperdoides är en svampart som beskrevs av Schwein. 1822. Scleroderma lycoperdoides ingår i släktet Scleroderma och familjen rottryfflar.   Inga underarter finns listade i Catalogue of Life.